# Cambraster
Genre
Cambraster est un genre fossile d'édrioastéroïdes de la famille des Stromatocystitidae dont les espèces ont vécu durant le Cambrien.

## Répartition
Des espèces du genre Cambraster ont été découvertes en Australie, en Espagne et en France.

## Liste des espèces
Selon Paleobiology Database (8 mars 2025) :
- †Cambraster cannati (Miquel, 1894)[2]
- †Cambraster tastudorum Jell et al., 1985[3]

IRMNG ne reconnait que l'espèce Cambraster tastudorum.

## Systématique
Le nom valide complet (avec auteur) de ce taxon est Cambraster Jaekel, 1923.
Pour certaines sources, comme Paleobiology Database, ce taxon serait à attribuer à J. Cabibel, Henri Termier et Geneviève Termier en 1958.

### Publication originale
- (de) Otto Jaekel, « Zur Morphogenie der Asterozoa », Paläontologische Zeitschrift, Allemagne, vol. 5,‎ 1923, p. 344-350.